# Distrito de Chennai
Chennai  (en Tamil; ചെന്നൈ ജില്ല ) es un distrito de India, en el estado de Tamil Nadu .
Comprende una superficie de 174 km².
El centro administrativo es la ciudad de Chennai.

## Demografía
Según censo 2011 contaba con una población total de 6 560 242 habitantes.